# Nudo femminile
Il Nudo femminile è un bozzetto per scultura in terracotta (h 35 cm) attribuito a Michelangelo, databile al 1513 o al 1532 circa, e conservato a Casa Buonarroti a Firenze. 

## Storia e descrizione
L'opera si trova da tempo imprecisato in Casa Buonarroti e nei vecchi inventari non viene avanzata alcuna attribuzione. Fu Charles de Tolnay che nel 1923 avanzò un'attribuzione diretta al maestro, che poi venne precisata da Brinkmann, con un nuovo parere favorevole di Tolnay nel 1954. 
L'opera mostra una figura femminile appoggiata a un sostegno roccioso, col busto preso in una rotazione verso destra, le gambe variamente piegate verso sinistra. Il tutto crea un effetto dinamico a spirale, che ben si adatta alle opere del maestro. Si è ipotizzato che il lavoro fosse un bozzetto per una delle Vittorie per la tomba di Giulio II (in quel caso dovrebbe risalire al 1513 circa) o per la Madonna col Bambino del quinto progetto (1532 circa). Mancano la testa e le braccia: il sinistro completamente, il destro da poco sopra il gomito.  

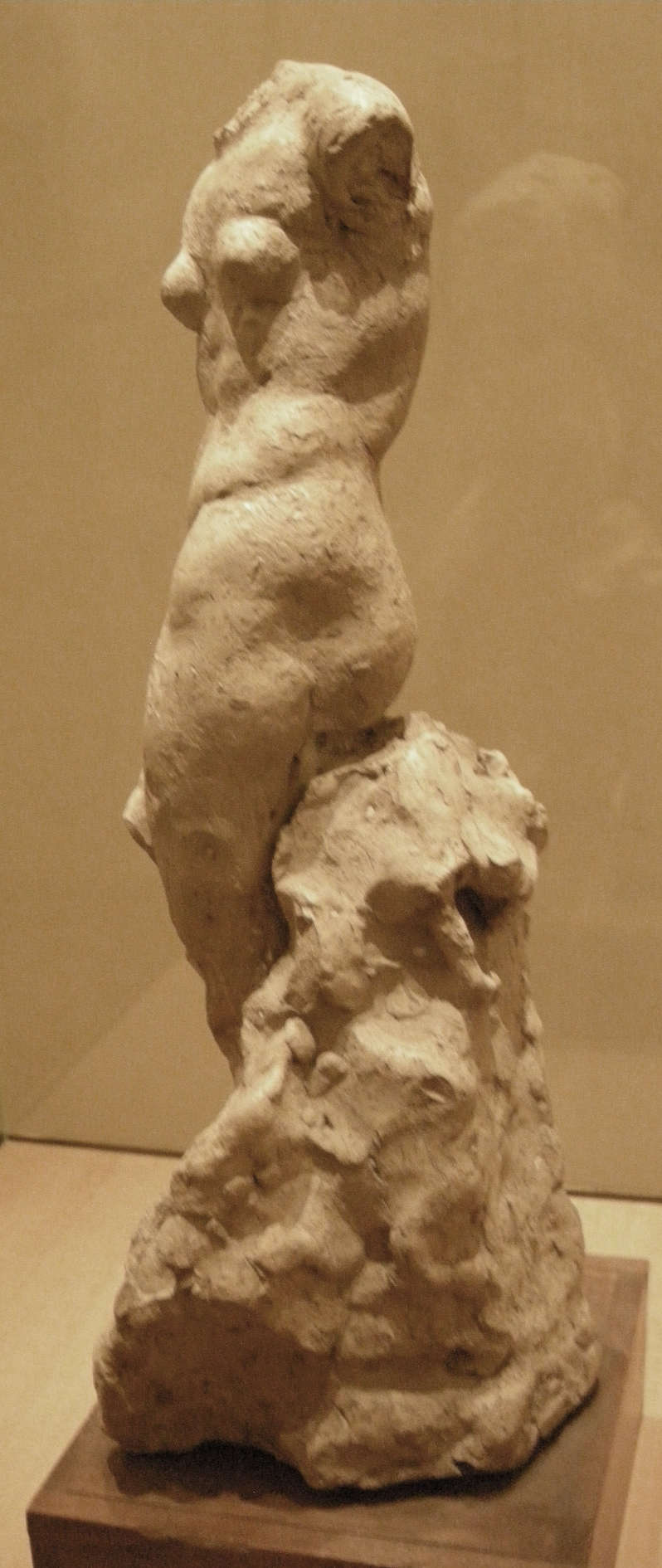
Veduta laterale
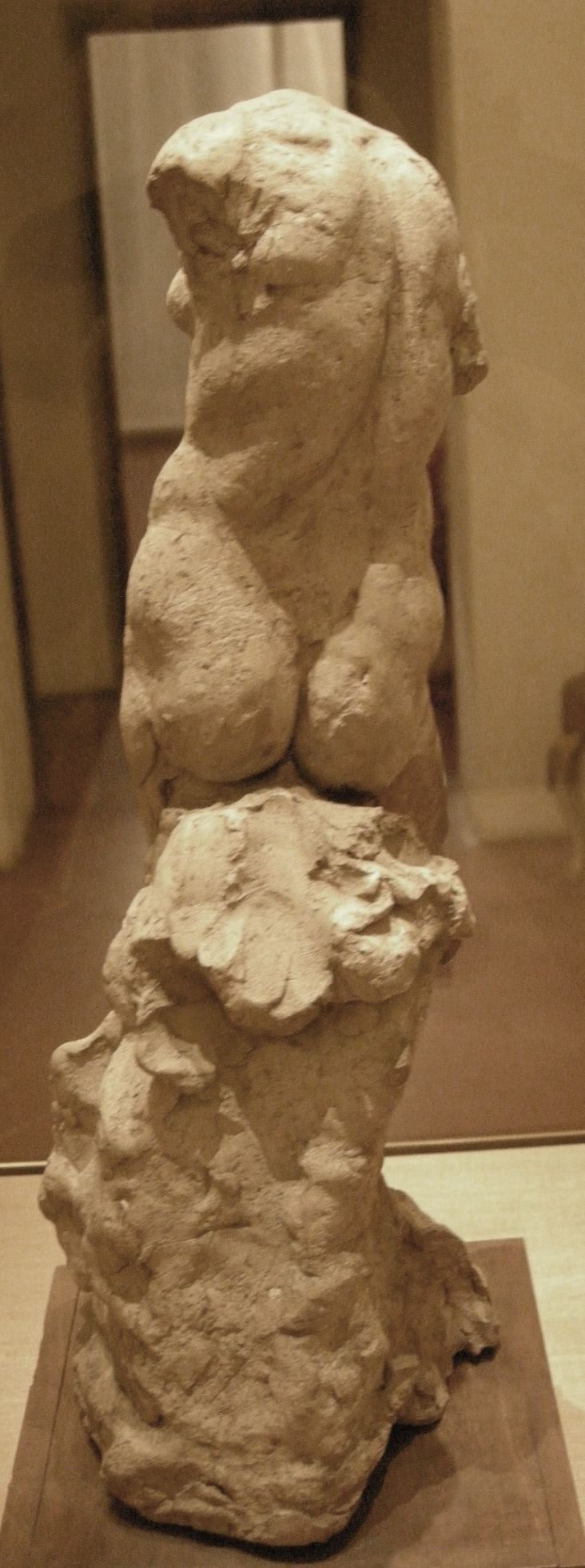
Retro
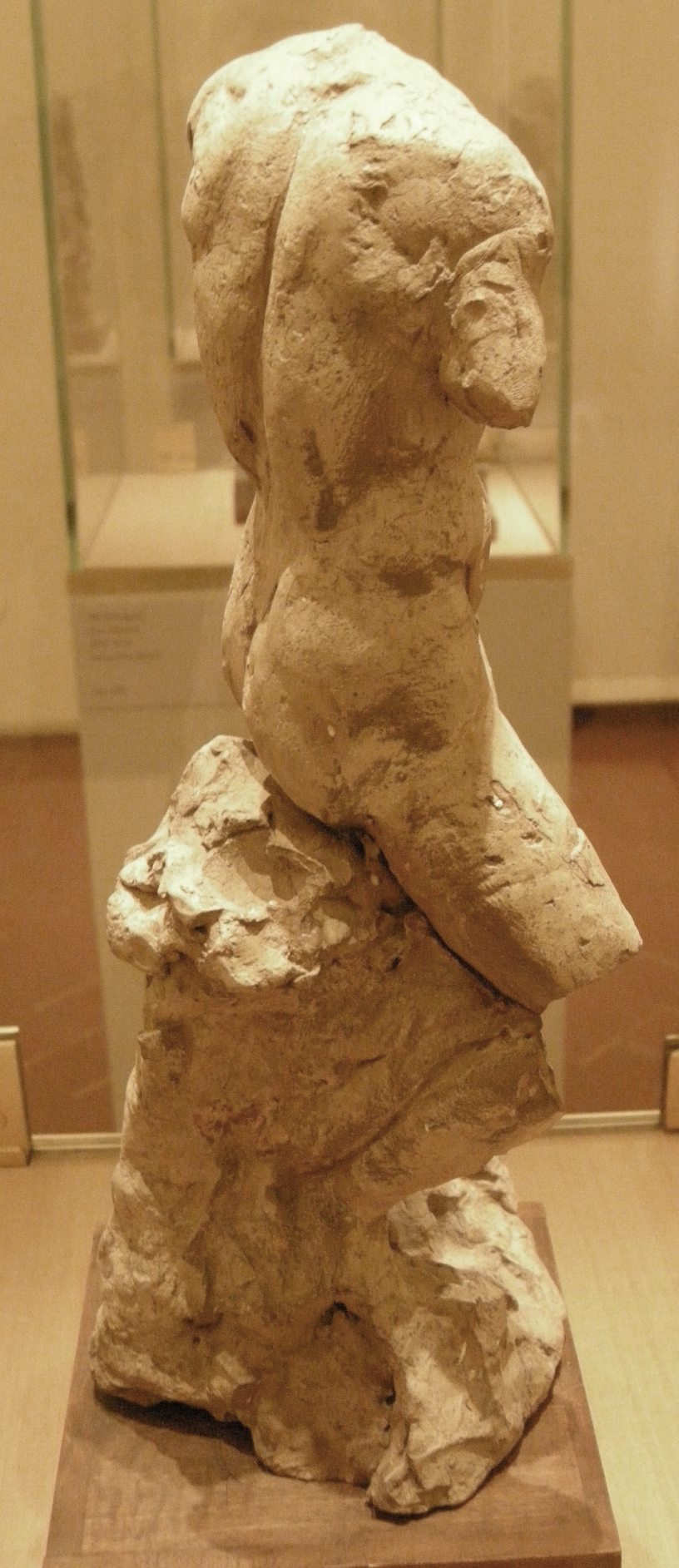
Veduta laterale